# Haïssyn
Haïssyn (en ukrainien : Гайсин) ou  Gaïssine (en russe : Гайсин) est une ville de l'oblast de Vinnytsia, en Ukraine, et le centre administratif du raïon de Haïssyn. Sa population s'élevait à 23 027 habitants en 2024.

## Géographie
Haïssyn se trouve à 82 km au sud-est de Vinnytsia et à 201 km au sud-ouest de Kiev.

## Histoire
Haïssyn est fondée vers 1600. En 1744, elle reçoit des privilèges urbains (droit de Magdebourg). En 1795, la ville de Haïssyn devient un chef-lieu d'ouïezd du gouvernement de Podolsk.
Au recensement de 1897, Haïssyn avait 9 367 habitants, dont 41 pour cent d'orthodoxes et 55,5 pour cent de juifs. La ville comptait neuf établissements industriels (distillerie, fabrique de chandelles de suif, manufacture de tabac, etc.).
Pendant la Première Guerre mondiale, le 75e régiment d'infanterie de Sebastopol est déployé à Haïssyn, depuis 2014 s'y trouve stationné la 59e brigade motorisée (Ukraine).

## Population
Recensements (*) ou estimations de la population :
| 1897* | 1923*  | 1926*  | 1939*  | 1959*  | 1970*  |
| ----- | ------ | ------ | ------ | ------ | ------ |
| 9 374 | 13 062 | 13 766 | 14 819 | 17 680 | 23 741 |

| 1979*  | 1989*  | 2001*  | 2012   | 2013   | 2014   |
| ------ | ------ | ------ | ------ | ------ | ------ |
| 24 470 | 25 766 | 25 640 | 25 727 | 25 655 | 25 879 |